# Цель (платформа)
Цель (бел. Цэль) — остановочный пункт грузо-пассажирских поездов, расположенный на неэлектрифицированной железнодорожной ветке Верейцы — Гродзянка линии Минск — Осиповичи в Осиповичском районе, Могилёвская область, Беларусь.
Расположен между станциями Верейцы и Лапичи.
По состоянию на 2020 год грузопассажирские перевозки с высадкой на остановочном пункте выполняются ежедневно два раза в день тепловозом М62 по маршруту Осиповичи I — Гродзянка. Примерное время в пути со всеми остановками от станции Осиповичи I (начало полного маршрута) — 40 минут, от станции Верейцы — 14 минут, от станции Гродзянка — 52 минуты.
Ближайший населённый пункт — одноимённая деревня — находится примерно в 1 км к юго-западу от платформы.